# 西川町立図書館
西川町立図書館（にしかわちょうりつとしょかん）は、山形県西村山郡西川町にある公共図書館である。
西川交流センターあいべ内に位置する。

## サービス
貸出サービスは、利用者カードをもっている人を対象に行なっている。利用者カードは、西川町・西村山管内に住んでいる又は西川町に通勤されている者に発行されている。町外の者は免許証、保険証などと言った身分証明書が必要となる。

## 開館時間と休館日
- 開館時間
  - 平日：午前9：00-午後4：30
- 休館日
  - 毎週月曜日および毎月第3日曜日
  - 年末年始（12月29日 - 1月3日）
  - その他館長が必要と認めた日